# Arkonák
Az arkonák (angolos írásmóddal: Arcona, vagy Arconan) a Csillagok háborúja elképzelt univerzumának egyik értelmes, hüllőszerű faja.

## Leírásuk
Az arkonák pikkely nélküli, hüllőemberszerű lények, akik a Teke Ro rendszerben levő Kona nevű bolygóról származnak. A bolygó trópusi sivatagjaiban fejlődtek ki. Általában 1,8-2 méter magasak. A fejük szemből nézve széles, oldalról pedig lapos; ezenkívül nagyjából háromszög alakú. Bőrük az ébenfa színétől a mahagóniig változik, továbbá igen vastag. Hajuk és egyéb szőrzetük nincsen. Ujjaikon hegyes karmok vannak. Szemszínük lehet zöld, rózsaszín vagy aranysárga (ez utóbbi a sófüggők esetében). Habár nagy és rovarszerűen összetett a szemük, az arkonák látása nem jó. A szemeik között van egy kis érzékszervük, amely a látásban segíti e népet; más fajok tévesen azt hiszik, hogy ez a kis szerv az ők orrlyukuk. A más élőlények érzékelésében a nyelvük is segít, mivel a többi hüllőkhöz hasonlóan, tudnak szagolni és testhőt érzékelni. Mivel az anyabolygójuk forró és sivatagos, csak igen kevés víz van rajta. A légkörben nagy mennyiségű ammónia pára van. A bolygón számos növény gyökere ki tudja választani az ammóniát a légkörből. Emiatt a kifejlődésük során az arkonák legfőbb tápláléka az ammóniában gazdag gyökerek lettek. Annyira függnek e gyökerektől, hogy ha más bolygókra látogatnak, muszáj magukkal vinniük elégséges mennyiséget, nehogy éhen haljanak. E hüllőlények arról is ismertek, hogy igen gyorsan válnak sófüggővé; emiatt a Kashyyyk nevű bolygón sóelvonó telepet alakítottak nekik.
Egy járvány következtében a nátrium-klorid kölcsönhatásba lép a látóidegeikkel aminek következtében színes fényeket látnak maguk előtt. Ugyanakkor a só lerombolta szervezetüknek azt a képességét, hogy lebontsa az ammóniát. A sófüggők mindent megtesznek azért, hogy hozzájussanak a következő adaghoz, míg akik nem sófüggők, azok harcolnak azok ellen, akik a sót becsempészik a bolygójukra.
Az arkonák nem családban, hanem nagyobb közösségben élnek, amit „fészek”-nek neveznek. Mivel szoros közelségben élnek egymással, nem is egyénként, hanem többes számban beszélnek saját magukról.
Az arkonák körülbelül annyit élnek, mint az emberek. A gyermekkoruk 1-12 év között van, a fiatalok 13-18 évesek, a felnőttek 19-44 év körüliek, az idősebbek 45-76 évesek; 77-99 évesen már öregeknek számítanak. Néhányuk, akár mint az emberek, meghaladhatják a 100 évet is.

## Társadalmuk
A társadalmuk központja a család, azonban a férfiak ügyelnek és gondozzák a gyerekeket és fiatalokat, mivel a nők inkább a kalandokat keresik és gondatlanok a családjukkal szemben. Minden család fölött uralkodik a Nagy Fészek. Az arkonák a talaj alatt születnek és élnek. Kultúrájukban nincs meg az „én” fogalom, hanem csak a „mi”.
Habár nemigen foglalkoznak a technológiával, a Galaktikus Birodalom idején, már Galaxisszerte jelen voltak. Az anyanyelvük az arkoni nyelv, bár akik elhagyják Konát megtanulják a galaktikus közös nyelvet is. Az arkonák közül többen is Erő-érzékenyek, emiatt néhányuk jedi lovag is lett.

## Megnevezett arkonák
- Hem Dazon – férfi; sófüggő
- El-Les – férfi; fejvadász és a klónok egyik tanítója
- Jheeg – férfi; nal huttai lakós és kém
- Unut Poll – férfi; a Lázadó Szövetségnek segít
- Shlith-dan – férfi; sófüggő
- Si Treemba – férfi; bányász
- Izal Waz – férfi; sófüggő Jedi lovag a Yuuzhan Vong invázió alatt
- Vaala Razelle – nő; Jedi lovag

## Megjelenésük a filmekben, könyvekben, videójátékokban
Az első arkonát az „Egy új remény” című filmben, a Mos Eisley űrkikötőben levő Chalmun kantinban láthatjuk először. Azóta ez az értelmes faj, számos képregényben és videójátékban is megjelent.

## Fordítás
- Ez a szócikk részben vagy egészben az Arcona című Wookieepedia-szócikk fordítása. Az eredeti cikk szerkesztőit annak laptörténete sorolja fel.